# Uddabosjön
Uddabosjön är en sjö i Vårgårda kommun i Västergötland och ingår i Göta älvs huvudavrinningsområde. Sjön har en area på 0,0933 kvadratkilometer och ligger 204,1 meter över havet.

## Delavrinningsområde
Uddabosjön ingår i det delavrinningsområde (642238-131278) som SMHI kallar för Inloppet i Stora Färgen. Medelhöjden är 180 meter över havet och ytan är 28,51 kvadratkilometer. Det finns inga avrinningsområden uppströms utan avrinningsområdet är högsta punkten. Forsån som avvattnar avrinningsområdet har biflödesordning 3, vilket innebär att vattnet flödar genom totalt 3 vattendrag innan det når havet efter 70 kilometer. Avrinningsområdet består mestadels av skog (81 %). Avrinningsområdet har 0,4 kvadratkilometer vattenytor vilket ger det en sjöprocent på 1,4 %.